# Đàm Hữu Lượng
Đàm Hữu Lượng (chữ Hán: 譚友諒; ?-1145) là thủ lĩnh cầm đầu một cuộc nổi dậy ở vùng biên giới Việt – Trung giữa thế kỷ 12.

## Giả danh sứ giả
Theo Đại Việt sử ký toàn thư, Đàm Hữu Lượng vốn là người Trung Quốc. Ông được sử sách ghi nhận là người có yêu thuật
Năm 1145, Đàm Hữu Lượng từ lãnh thổ Trung Quốc trốn sang châu Tư Lang của Đại Việt, tự xưng là Triệu tiên sinh, nói dối là vâng lệnh vua Tống đi sứ để dụ nước An Nam. Các khe động ở dọc biên giới Việt Trung nhiều người theo ông.

## Khởi binh vùng biên
Có lực lượng làm vây cánh, tháng 8 năm 1145, Đàm Hữu Lượng đem thuộc hạ đến cướp châu Quảng Nguyên. Kinh lược suý ty lộ Quảng Tây nước Tống đưa thư cho Đại Việt nhờ đuổi bắt Đàm Hữu Lượng.
Vua Lý Anh Tông sai Phò mã lang Dương Tự Minh và văn thần là Nguyễn Nhữ Mai, Lý Nghĩa Vinh đi đánh; sau đó lại sai Thái sư Mâu Du Đô đem quân các khe động dọc biên giới về đường bộ tiếp đánh.
Đàm Hữu Lượng bị Dương Tự Minh đánh bại ở ải Lũng Đổ, châu Thông Nông. Thuộc hạ của ông là Bá Đại cùng 20 người bị bắt. Chỉ có Hữu Lượng chạy thoát, trốn vào núi.
Lý Anh Tông sai Quản quân sứ là Lý Nghĩa Vinh trông coi áp giải bọn Bá Đại giao trả về nước Tống. Quan Ung Châu nhà Tống làm cáo sắc giả sai người đi gọi Đàm Hữu Lượng. Đàm Hữu Lương cho là thực, cùng với thủ lĩnh châu Tự Minh hơn 20 người mang ấn đồng, địa đồ và vật thổ sản quy phụ nhà Tống. Khi đến trại Dương Sơn, viên tri châu Ung Châu là Triệu Nguyệt bắt ông và thuộc hạ giải đến suý ty.
Đại Việt sử ký toàn thư không nêu rõ kết cục của Đàm Hữu Lượng. Đại Việt sử ký tiền biên và Khâm định Việt sử thông giám cương mục xác định ông bị chém chết tại súy ty Ung châu.